# Gạch sứ

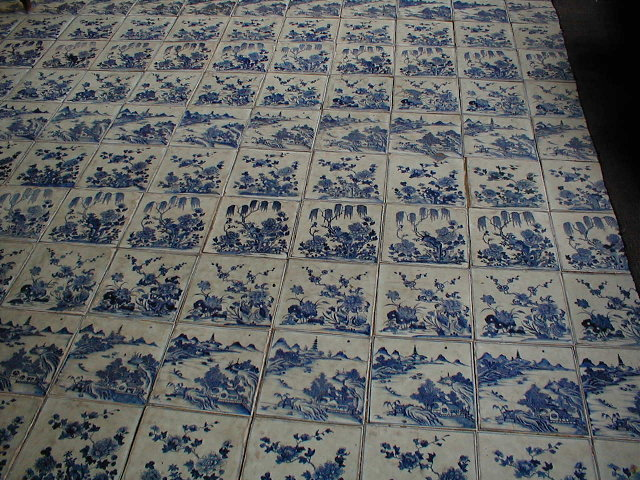
Gạch sứ Trung Quốc vẽ tay trên sàn của một giáo đường Do Thái ở Cochin, Kerala, Ấn Độ

Gạch sứ hay gạch gốm là gạch làm bằng sứ (porcelain) hoặc gốm (ceramic) thường được dùng để phủ sàn và tường, với tỷ lệ hấp thụ nước ít hơn 0,5 phần trăm. Đất sét được sử dụng để xây dựng gạch sứ nói chung là dày đặc hơn. Nó có thể được tráng men gốm (graze), nên được gọi là gạch men, hoặc không tráng men. Gạch sứ là một loại gạch thủy tinh hóa, và đôi khi được gọi là gạch thủy tinh sứ.
Trong lịch sử, sứ không phải là vật liệu thông thường làm gạch, mà nó thường được làm bằng đất nung (đất nung) hoặc đồ gốm sa thạch (stoneware). Những viên gạch sứ đầu tiên được sản xuất tại Trung Quốc, ví dụ như trong Tháp sứ của Nam Kinh thế kỷ 15 (hiện đã bị phá hủy phần lớn). Ở đây, gạch đã được sử dụng cho các bức tường, mà từ lâu vẫn là điển hình. Ở châu Âu, một vài phòng được làm trong các cung điện bằng sứ, thường có hình dạng phù điêu cao. Chúng được làm bằng sứ Capodimonte và Real Fábrica del Buen Retiro trong số những loại sứ khác.
Mặc dù sứ hiện đã được sử dụng rộng rãi để làm gạch trong nhiều năm, nhưng phương pháp và số lượng sản xuất hiện đại đã làm cho gạch sứ có sẵn cho các chủ hộ trung bình trong những năm gần đây.

## Sản xuất
Sản xuất gạch sứ quy mô lớn được thực hiện ở nhiều nước, với các nhà sản xuất chính là Trung Quốc, Ý, Morbi Ấn Độ, Tây Ban Nha và Thổ Nhĩ Kỳ. Ngoài ra còn có các quốc gia đảm nhận sản xuất quy mô nhỏ, như Úc và tăng trưởng mạnh mẽ ở Brazil.
Đánh giá độ mòn của gạch có thể được phân loại từ 0 đến 5 theo thử nghiệm ISO 10545-7 (cũng, theo tiêu chuẩn ASTM C1027) về khả năng chống mài mòn bề mặt của gạch tráng men, và điều này có thể được sử dụng để xác định sự phù hợp cho các điều kiện sử dụng cuối khác nhau. 

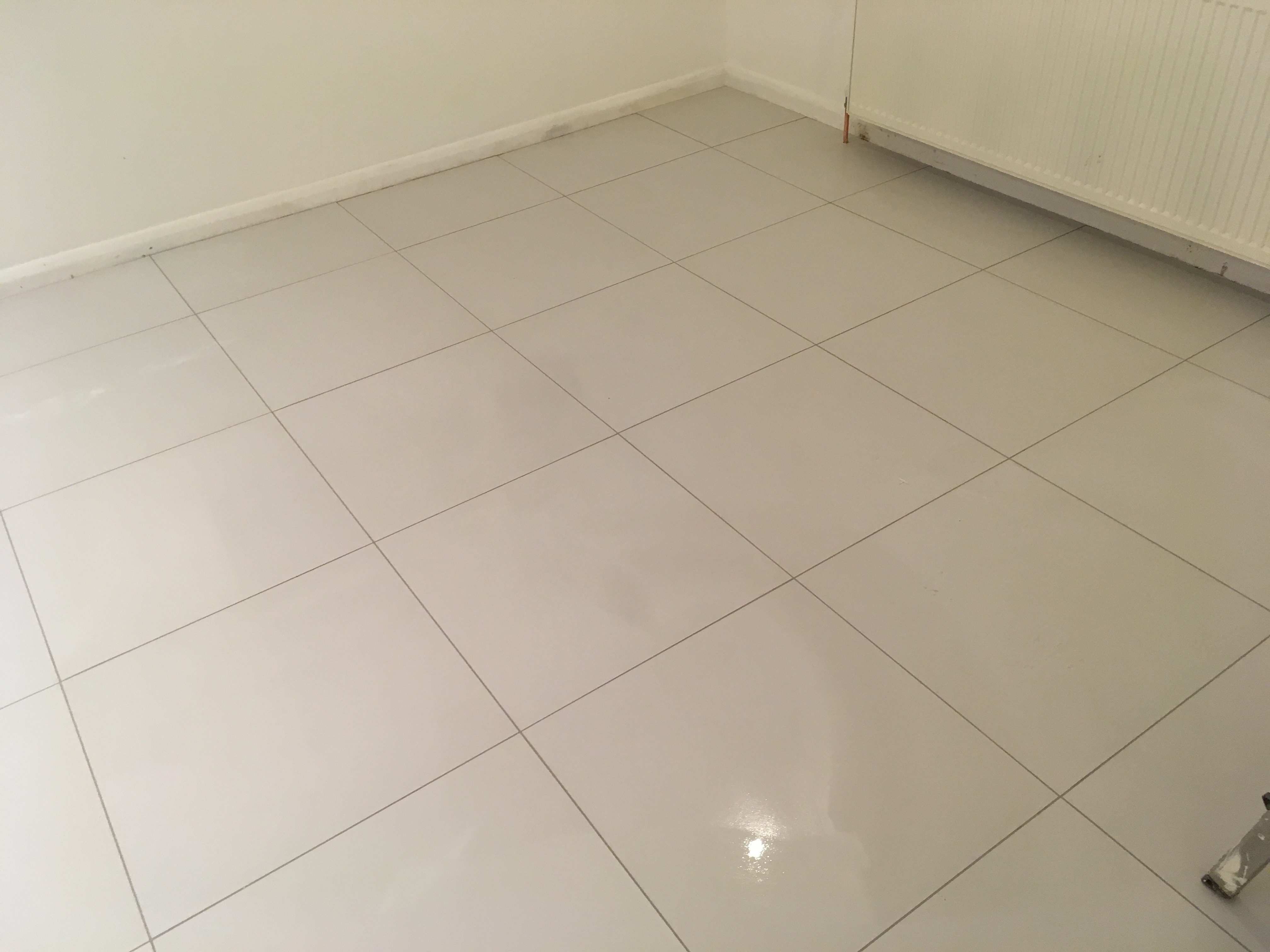
Gạch sứ lát sàn được đánh bóng hiện đại trong khổ lớn

## Gạch sứ tráng men
Gồm lớp men phủ trên bề mặt phần xương của viên gạch. Lớp men có thể bóng hoặc mờ, nhám, xù xì, tùy vào thiết kế của nhà sản xuất ứng với từng công dụng của sản phẩm. Gạch men lát sàn có các đặc tính: độ chịu lực cao, độ hút nước thấp, khả năng chống mài mòn, chống trơn phải đạt yêu cầu, theo tiêu chuẩn chất lượng quy định. Các nhà sản xuất khác nhau có các tiêu chuẩn chất lượng cao thấp khác nhau. Gạch men ốp tường thiên về trang trí hơn nên ‎tính chất thẩm mỹ được chú trọng, các tiêu chuẩn kỹ thuật khác không đòi hỏi phải cao như các tiêu chuẩn dành cho gạch men lát sàn.

## Gạch sứ đánh bóng
Bề mặt dày, cứng của sứ đã làm cho việc đánh bóng trở thành một sự thay thế khả thi cho bề mặt tráng men. Điều này có nghĩa là một viên ngói có thể được đốt, sau đó đánh bóng cắt vào bề mặt, tạo độ bóng mà không cần tráng men.

## Sử dụng
Sứ cứng hơn nhiều so với gạch gốm thông thường và thường được lựa chọn, mặc dù giá cao hơn, vì tính chất cứng của nó. Sứ có thể được sử dụng trong cả khu vực ẩm ướt và khô như phòng tắm, vòi hoa sen và nhà bếp.

## Nhược điểm của sứ
Sứ dày hơn và do đó nặng hơn nên phải xử lý nhiều hơn so với gạch gốm khác. Vì lý do này, nó thường đắt hơn. Do cứng hơn, nó khó cắt và khoan hơn và đòi hỏi các công cụ chuyên môn, có thể cản trở việc lắp và tăng chi phí. Sứ đánh bóng có thể cần niêm phong, nơi gạch tráng men thông thường không. Bề mặt tráng men được phủ ít hơn hai micron.

## Cắt gạch sứ
Có một số cách để cắt gạch sứ. Các công cụ điện như máy mài góc, máy cắt gạch, dụng cụ cắt gạch, mũi khoan có thể được sử dụng để làm việc này. Tuy nhiên, cách hiệu quả nhất là sử dụng cưa gạch ướt vì tính linh hoạt và khả năng cắt của nó.

## Chất kết dính
Xi măng chuyên dụng là cần thiết để lắp đặt gạch sứ, và trong các thông số kỹ thuật của Hoa Kỳ, được thiết lập bởi Hội đồng Ngói của Mỹ  và được hỗ trợ bởi Hiệp hội Nhà thầu Ngói. Sứ, dày hơn và nặng hơn gạch men thông thường, cần một chất kết dính mạnh hơn để giữ trọng lượng trên tường. Do đó, chất kết dính trộn sẵn điển hình không được khuyến nghị cho sứ.

## Niêm phong
Khi sứ lần đầu tiên được chế tạo, nó không thấm nước, nhưng quá trình đánh bóng để làm cho bề mặt không tráng men sáng bóng cắt vào bề mặt, khiến nó xốp hơn và dễ bị hấp thụ vết bẩn, giống như gạch đá tự nhiên. Trừ khi họ có cách xử lý phù hợp, lâu dài được áp dụng bởi nhà sản xuất (ví dụ, xử lý công nghệ nano), gạch sứ đánh bóng có thể cần niêm phong. Chất trám sứ là dung môi hoặc gốc nước, rẻ hơn, nhưng không kéo dài.

## Thủy tinh hóa
Gạch sứ có thể được thủy tinh hóa để giảm độ xốp và tăng sức mạnh của chúng. Gạch sứ thủy tinh được tạo ra bằng cách kết hợp đất sét với các yếu tố khác như thạch anh, silica hoặc fenspat dưới nhiệt độ cực cao. Quá trình thủy tinh hóa tạo ra gạch sứ có chứa chất nền thủy tinh. Chất nền thủy tinh mang lại cho gạch vẻ ngoài bóng bẩy, cung cấp thêm sức mạnh và làm cho gạch chống nước và chống trầy xước. Gạch sứ được thủy tinh hóa không cần phải được niêm phong lại hoặc tráng men.